# Georg Emanuel Opiz

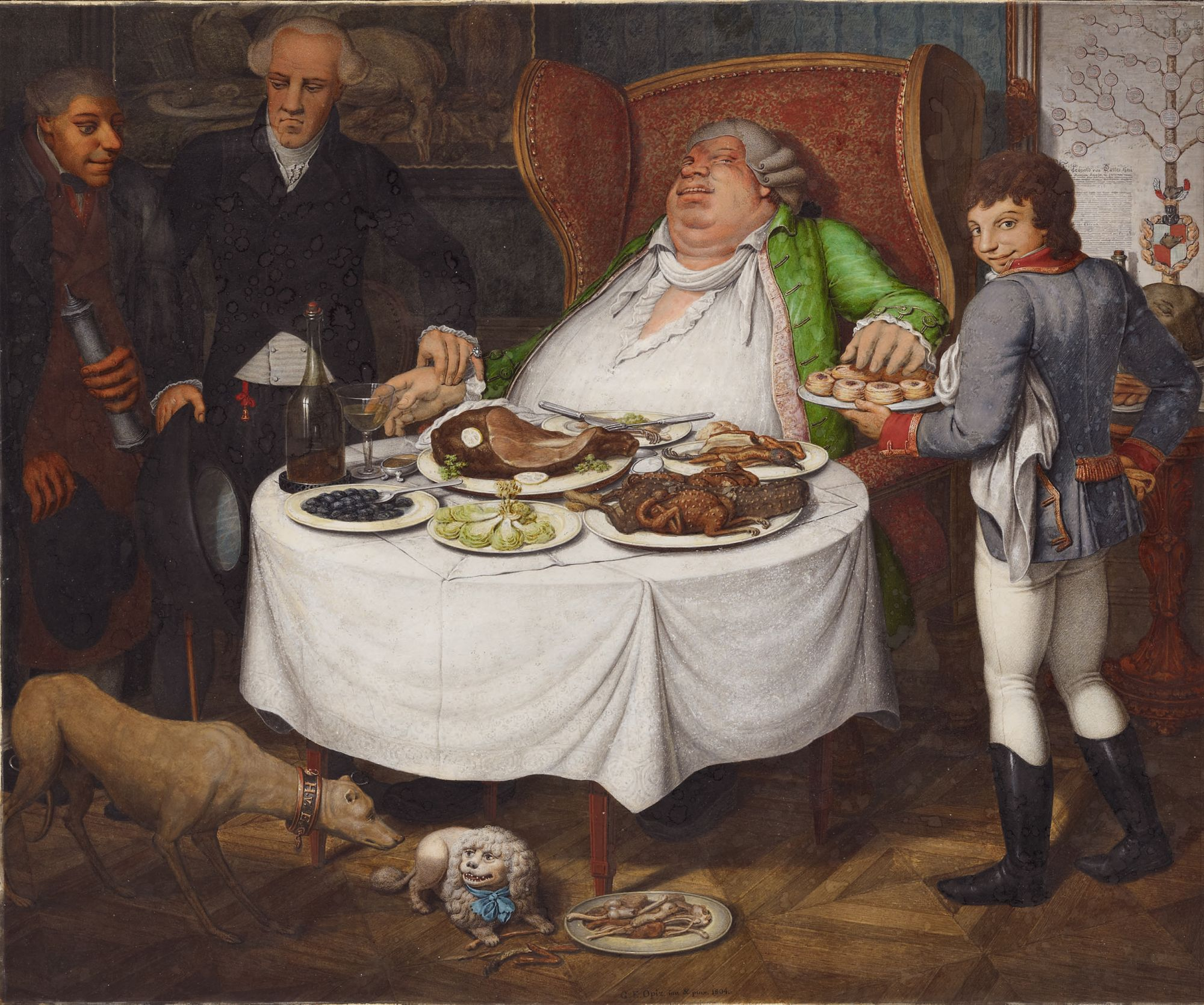
Das Genrebild Der Völler, 1804, zeigt Anklänge an die Malerei Hogarths.

Georg Emanuel Opiz, auch Georg Emanuel Opitz (* 4. April 1775 in Prag; † 12. Juli 1841 in Leipzig), war ein habsburgisch-böhmischer Maler und Grafiker. Als Romanschriftsteller veröffentlichte er unter dem Pseudonym „Bohemus“.

## Leben
Er war der Sohn des Finanzbeamten Johann Ferdinand Opiz (1741–1812), der sich auch als Schriftsteller und Zeitschriftenherausgeber betätigte und mit Giacomo Casanova im Briefwechsel stand, und der Louise Philippine, einer Großnichte des Forschungsreisenden Engelbert Kaempfer. Sein Bruder war der Botaniker Philipp Maximilian Opiz.
Nachdem Opiz ab 1789 das Akademische Gymnasium in Prag besucht und ein kurzes Jura-Studium absolviert hatte, begab er sich 1793 nach Dresden, um sich im
Zeichnen und Malen, das er schon in Prag unter Anleitung von Franz Karl Wolf (1764–1836) begonnen hatte, zu vervollkommnen. An der Dresdener Kunstakademie erhielt Opiz Unterricht bei Giovanni Battista Casanova. Wohl zum Broterwerb reiste er 1798 erstmals nach Karlsbad, um vermögende Kurgäste zu porträtieren. Um 1800 war er in Hamburg und Bremen und von 1801 bis 1803 in Wien. Hier entstanden die Szenen aus dem Volks- und Straßenleben des francisceischen Wien, die unter anderem von Kilian Ponheimer der Ältere radiert wurden und ihn als Genredarsteller bekannt machten. 1805 ließ er sich mit seiner Frau in Leipzig nieder, wo er zunächst meist Bildnisminiaturen verfertigte. Wohl im Gefolge der siegreichen Koalitionstruppen gelangte Opiz 1814 nach Paris, wo zwei großformatige Radierungen Der Sturz des Bildnisses Napoleons von der Vendôme-Säule am 8.4.1814 und Kosakenlager in den Champs-Elysées entstanden, die 1814/15 in Heidelberg verlegt wurden. Spätestens bis 1817 war er wieder nach Leipzig zurückgekehrt, und es erschienen bei F. A. Brockhaus vier Umrissradierungen zu den Ersten Tagesstunden des erwachenden Pariser Lebens. In den Jahren 1818 bis 1830 arbeitete er als Stecher bei der von Brockhaus herausgegebenen Zeitschrift Urania mit. 1819 erschien dann sein graphisches Hauptwerk, die 24 kolorierten Umrissradierungen der Charakterszenen aus dem Leben in Paris bei Louis de Kleist in Dresden. Wahrscheinlich hielt er sich in den 1820er Jahren auch in Russland und sogar der Türkei auf, worauf eine Reihe authentisch erscheinender Aquarelle schließen lässt.
Nach 1820 wurde Opiz Professor an der Leipziger Kunstakademie. In dieser Zeit entstanden auch die in jüngerer Zeit noch immer verlegten Leipziger Messeszenen, die um 1825 bei Kleist in Dresden erschienen. Nach Stolzenburg waren Opiz’ künstlerische Vorbilder William Hogarth, ohne dass er dessen sozialkritische Züge aufgenommen hatte, und Daniel Chodowiecki.

## Künstlerische Werke (Auswahl)
- 52 Szenen aus dem Volks- und Straßenleben in Wien zur Zeit Franz I. (1804–12 radiert von Kilian Ponheimer d. Ä., B. Pieringer und A. W. Böhm; handkoloriert)

- 4 Radierungen aus Paris (Tableaux de Paris: Les affiches publiques, Le grand matin, Les Halles, Le Savoyard), erschienen als kolorierte Umrißradierungen in Leipzig 1817
- Forts, in 24 Bll., erschienen in Dresden und Schleiz 1819
- Denkmal des 18. Oktober 1813 (Völkerschlacht bei Leipzig)
- Leipziger Meßszenen (18 kolorierte Stiche in 3 Serien zu 6 Blatt), Kunstverlag Louis de Kleist, Dresden 1825
- Le crie et le peuple de Leipzig. (Die Rufer und das Volk von Leipzig). 6 Blätter, Leipzig 1830
- Szenen der Leipziger Revolte von September 1830. 6 Blätter
- Le monde en miniature ou tableaux charactéristique de différentes nations. Leipzig 1831 (56 Aquarelle mit Szenen aus Deutschland, England, Frankreich, Italien, Russland, Ägypten, der Türkei, Palästina u. a.)
- Parade auf dem Waterlooplatz, kolorierter Stahlstich, um 1835[5]
- "Steifheit und Hoffahrt in Raschwitz", Aquarell, um 1820

## Literarische Werke
- Der Verwiesene. Eine Erzählung aus Böhmens unruhigen Zeiten des Dreißigjährigen Kriege. Carl Focke, Leipzig 1829

Unter seinem Pseudonym Bohemus:
- Die Waise oder die Zerstörung der Burg Dobrowska Hora bei Teplitz. Carl Focke, Leipzig 1830
- Carlsbad und Teplitz. Zwei historisch-romantische Erzählungen von Bohemus. Eine Badelectüre, allen Freunden dieser Heilquellen gewidmet. Carl Focke, Leipzig 1830
- Frauengrösse oder der Blödsinnige. Julius Weise, Stuttgart 1835

## Sonstiges
Die traditionsgemäß von der DDR-Post zur Werbung für die Leipziger Messe vorgesehenen Messemarken sollten im Herbst 1990 als Block mit zwei Sondermarken erscheinen und erstmals ein Motiv von Opiz, das Bild „Die Geschäfte“ aus den „Meßszenen“ (1825), tragen. Durch die Wiedervereinigung Deutschlands kamen sie nicht mehr zur Ausgabe.